# Польский легион в Финляндии
Польский легион в Финляндии (пол. Legjon Polski w Finlandji, фин. Puolan Legioona Suomessa, швед. Polska legionen i Finland) — вооружённое формирование, состоявшее из пленных этнических поляков, принимавших участие в Первой мировой войне на стороне Российской империи. Сформированный 24 апреля 1917 года в Выборге, существовал до 1 апреля 1918 года, подчинялся правительству Финляндии. В состав легиона входили пехотный батальон, дислоцировавшийся в Выборге, пехотная рота в форте Ино и артиллерийская батарея в Свеаборге. Максимальная численность офицерского состава достигала 37 человек, солдат — 1700 человек, находился под командованием Станислава Богуславского.
Помимо Выборга, дислоцировался на территории других финских городов, в том числе Хельсинки, Ина, Лаппеэнранты, Тампере, Ваасы, Турку, Оулу, Торнио, Хямеэнлинны, Кокемяки, Раумы, Панелии, Куикайкена, Рийхимяки, Котки, Миккели, Пори и Ханко, принимал участие в боях в ходе Гражданской войны против «красных», захватил большое количество трофеев, впоследствии переданных финнам.